# Contrapropaganda
La contrapropaganda es un modo de comunicación compuesto por métodos aplicados y mensajes transmitidos para combatir la propaganda que trata de influir en las acciones o perspectivas entre un público determinado. Está estrechamente conectada a la propaganda ya que ambas emplean a menudo el mismo proceso para difundir procedimientos a una audiencia específica. La contrapropaganda se diferencia de la propaganda en tanto que aquella es defensiva y sensible para identificarla. Además, la contrapropaganda consta de varios elementos que la alejan de la propaganda y aseguran su eficacia en contra de mensajes propagandísticos.

## Definición
La contrapropaganda y la propaganda guardan una relación simbiótica. La contrapropaganda a veces se emplea para poder contrarrestar la propaganda existente y de este modo, se entiende que la primera exige una clara comprensión de la última. Tanto profesionales y académicos han propuesto varias definiciones para el concepto de propaganda. Para mejor comprensión, este artículo reconoce la explicación propuesta por Garth Jowett y Victoria O'Donnell que definen la propaganda como "el intento deliberado y sistemático para dar forma a las percepciones, manipular cogniciones y dirigir el comportamiento para lograr una respuesta que promueva la intención deseada del propagandista". En la práctica, la propaganda consiste en comunicar un mensaje controlado a un público objetivo. Del mismo modo, la contrapropaganda se utiliza para comunicar un mensaje que describa la propaganda como una farsa e instruye a la audiencia para pensar o actuar de manera que contrarreste el mensaje de la propaganda. Para que la contrapropaganda sea eficaz, debe captar el mismo público que el mensaje original de la propaganda y emplear con frecuencia los mismos métodos. Sin embargo, la contrapropaganda es única en cuanto a su fidelidad con los mensajes factuales, y su existencia como un esfuerzo reaccionario. Desde que la contrapropaganda ha tratado de contrarrestar los mensajes de la propaganda, no se puede emplear antes. La contrapropaganda, sin embargo, comparte algunos de los principios de la propaganda en lo que se refiere a la dirección que toman los elementos que influyen principalmente en el público.
Las definiciones que existen de contrapropaganda difieren en su prescripción de métodos e intenciones específicas. Para ilustrarse, Herbert Rommerstein, exdirector de la Oficina de Desinformación Soviética de contador y Medidas Activas en la Agencia de Información de Estados Unidos, define la contrapopaganda como “respuestas cuidadosamente preparadas para falsificar propaganda con el propósito de refutar la desinformación y debilitar así al propagandista."   Su definición explica las intenciones de la contrapropaganda de contrarrestar la propaganda y debilitar así a los propagandistas. Los conocimientos de Römerstein están probablemente influenciados por su experiencia profesional para contrarrestar la propaganda soviética, que fue transmitida a los Estados Unidos a través de una variedad de medios. En comparación, el coronel Garrison, cuya investigación se centra en los medios de comunicación como método de propaganda y diplomacia pública, ofrece una definición más detallada de la contrapropaganda. Definió la contrapropaganda como “acciones para desacreditar el adversario uso de los medios de comunicación para apoyar sus objetivos nacionales, influyendo en las opiniones, emociones, actitudes, o el comportamiento de los Estados Unidos y la audiencia amistosa."  El objetivo de esta definición son las acciones para desacreditar el uso de los propagandistas en los medios de comunicación. La contrapropaganda se caracteriza por el uso de los medios de comunicación y por su intento de minar a la competencia, la cual utiliza de forma tendenciosa los mismos medios. Las diferencias en las dos definiciones señalan que la contrapropaganda se define mejor si tenemos en cuenta su operatividad, así como la perspectiva que tiene de la propaganda el que la define. Ambas definiciones juntas ilustran, claramente, la relación simbólica que existe entre estos dos conceptos. Además, se suelen describir como una forma concreta de comunicación que trata de influir en un público determinado. Por tanto, la contrapropaganda tan solo trata de desacreditar una acción o pensamiento incluidos en algún mensaje de propaganda que se haya transmitido con anterioridad.

## Características de la contrapropaganda
Aunque la contrapropaganda tenga características similares a la propaganda, también posee rasgos particulares que permiten que su empleo sea eficaz.

### Basada en la verdad
Mientras que los mensajes de la propaganda no siempre son ciertos, la contrapropaganda eficaz difunde únicamente la verdad. De hecho, la contrapropaganda se entiende como "la oposición veraz y honesta" a la propaganda adversaria.  La contrapropaganda comunica mensajes veraces por razones morales y prácticas. Durante la Guerra Fría, los Estados Unidos se ganaron la reputación de "narradores de la verdad" por haber difundido la verdad que refutaba la propaganda soviética, mientras que estos últimos fueron apodados como "narradores de la mentira"   Herbert Romerstein sostiene que el uso de contrapropaganda basada en la verdad de EE. UU. hizo que se viera que eran honestos, mientras que el uso de declaraciones falsas por parte de la Unión Soviética desacreditó sus mensajes. De este modo, el ejemplo de la Guerra Fría muestra cómo un mensaje falso se refuta al revelarse la verdad. En la práctica, se podría demostrar que un mensaje de contrapropaganda falso, elaborado de forma intencionada o bien por error, es tan tendencioso como la propaganda a la que busca oponerse. Así pues, revelar la verdad fortalece la eficacia de la contrapropaganda y debilita la propaganda de los que resultan ser unos mentirosos. Utilizar mensajes falsos en la contrapropaganda no sería eficaz, ya que no se conseguiría refutar de forma adecuada el mensaje de la propaganda. El hecho de descubrir un mensaje de contrapropaganda falso o de intentar influir a través de una mentira también dañaría la reputación del emisor y reduciría su capacidad para contrarrestar de forma eficaz los próximos mensajes de propaganda.

### Segunda Guerra Mundial: la masacre de Nemmersdorf

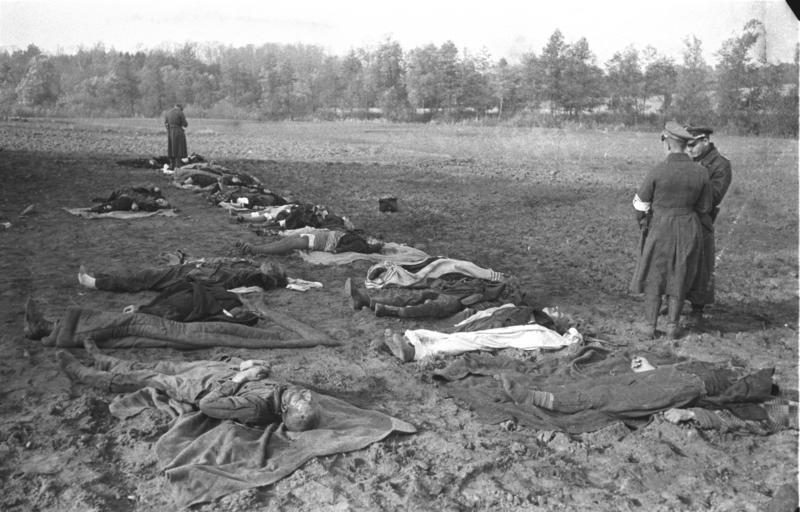
Alemanes muertos en Nemmersdorf, octubre de 1944, Archivo Federal Alemán

La contrapropaganda basada en información falsa no resulta eficaz a la hora de refutar los mensajes de la propaganda. Esta premisa se ilustra mejor con los intentos fallidos de los EE. UU. de contrarrestar las declaraciones de Alemania sobre las atrocidades que la Unión Soviética cometió en Nemmersdorf, Prusia. Cuando los alemanes expulsaron a los soviéticos de la ciudad de Nemmersdorf en octubre de 1944, se encontraron veinticuatro muertos, entre ellos: doce mujeres, dos jóvenes, un bebé, seis ancianos y tres estudiantes; además, la mayoría de las mujeres y adolescentes fueron violadas. La unidad de propaganda nazi, llamada "Escorpión", lanzó una panfletaria y envió una carta al general Eisenhower para exponer las acciones de los soviéticos a los estadounidenses, quienes eran aliados de la Unión Soviética por aquel entonces. Como respuesta, Estados Unidos lanzó también una panfletaria y publicó un artículo el 1 de marzo de 1945, número de expedición 49 de su folleto o periódico Frontpost titulado "Keine Rache" (Ninguna Venganza), en el que se citaban las negaciones soviéticas sobre dichos crímenes. Los mensajes falsos de la contrapropaganda estadounidense no consiguieron oponerse de forma eficaz a la propaganda alemana, y por lo tanto no lograron cambiar la perspectiva que Alemania tenía hacia la Unión Soviética. La campaña de contrapropaganda tampoco ayudó a reforzar la reputación de la honestidad estadounidense entre los soldados alemanes. Así, cuando se descubre una contrapropaganda fraudulenta se daña la reputación del emisor y se limita su capacidad de contrarrestar próximas propagandas.

### Claridad
Los mensajes contrapropagandísticos que dependen de términos o conceptos que no se conocen universalmente no consiguen comunicarse de forma adecuada con el público determinado, y por lo tanto resultan ineficaces en su lucha contra la propaganda. Lo más eficaz a la hora de contrarrestar los mensajes de propaganda es el uso de términos comprensibles que transmiten con claridad el mensaje de contrapropaganda.

### “Rendición incondicional” en la Segunda Guerra Mundial
Lo contrario es igualmente cierto. El uso de la frase “rendición incondicional” en la Segunda Guerra Mundial es un excelente ejemplo de la importancia de la claridad. La frase transmite imágenes escalofriantes de los alemanes y los japoneses. Algunos expertos sugirieron que la frase causaría mayor resistencia contra los aliados, porque la audiencia a la que iba dirigido no captaba de forma clara el mensaje que se quería transmitir. La confusión hizo que EE. UU. y Gran Bretaña tuvieran que explicar el mensaje, y el resultado fue que se redujera su eficacia.

### Mensajes de coalición en Irak
Andrew Garfield explicó que los mensajes de la Coalición en Irak se referían habitualmente a insurgentes “anti-iraquíes”, lo que causó la ambigüedad en los mensajes de contrapropaganda de la coalición. La frase no coincidía suficientemente con las descripciones que varias comunidades iraquíes ofrecían de los insurgentes. Como resultado, la frase fracasó al transmitir el mensaje que la coalición deseaba comunicar.  Los mensajes de contrapropaganda que necesitan explicaciones que aclaren, no comunican adecuadamente el mensaje previsto y por consiguiente fracasan al oponer propaganda.

### Conocimiento de la audiencia
La contrapropaganda, como la propaganda, requiere la elaboración de mensajes que el público al que van dirigidos comprenda y la capacidad de adaptar ese mensaje. La contrapropaganda efectiva consiste en la comunicación de mensajes que “tengan efecto en el público” y que se basen en historias de relevancia cultural. Con mayor precisión, la elaboración de mensajes efectivos en el público destinatario implica la identificación de sentimientos existentes, estereotipos y opiniones que influencien su perspectiva, sus creencias y sus acciones. Al considerar estos elementos de la sociedad, la propaganda y la contrapropaganda se puede influir en un grupo hacia una perspectiva o acción. Dado que el objetivo de la contrapropaganda es influir en el público para rechazar un mensaje de propaganda, debe mencionar elementos de cultura, creencias y emociones que resulten en dicha acción. Los elementos varían entre el público y mientras que las campañas de propaganda y contrapropaganda pueden y utilizan métodos existentes, los mensajes deben ser adaptados específicamente al público destinatario.

### Empleo rápido
La contrapropaganda es un método reactivo que debe utilizarse rápidamente para contradecir de forma eficaz un mensaje propagandístico. Oliver Carlson explica que cuanto más tiempo sea percibida la propaganda como la verdad, más difícil será contradecirla, incluso cuando el público destinatario está expuesto a un mensaje que se opone a la verdad. Un mensaje de propaganda que no se contradice inmediatamente en cuanto se publica es probable que se convierta en la base de las acciones y las creencias del público.
La psicología ofrece razones adicionales para la utilización rápida de la contrapropaganda. El proceso de toma de decisiones está influenciado por sesgos cognitivos que dan forma a cómo percibe cierta información y cómo actuaran al respecto. El sesgo de confirmación es especialmente relevante cuando se explica la necesidad del empleo rápido de la contrapropaganda. El sesgo de confirmación es una tendencia de la gente a favor de la información que confirma sus creencias o hipótesis. Si un grupo basa sus creencias o acciones en un mensaje de propaganda al que fueron expuestos durante o hace un largo período de tiempo es difícil contrarrestar la propaganda. El grupo en esa situación se mostraría renuente a asimilar información de un mensaje de contrapropaganda que contradiga el mensaje de propaganda. Por consiguiente, es importante que la contrapropaganda se utilice pronto en una campaña de propaganda para prevenir la posibilidad del sesgo de confirmación resultante de la propaganda. En Propaganda: The Formation of Men's Attitudes, Jacques Ellul sugiere otra razón para la rápida utilización de la contrapropaganda en respuesta a un mensaje de propaganda en concreto. Argumenta que la humanidad está más preocupada por los acontecimientos y problemas que mantienen la atención de la sociedad. La propaganda formada a partir de acontecimientos actuales invocará la mayor cantidad de pasión e interés de la comunidad. Contraargumentar la propaganda requiere una respuesta rápida a la propaganda cuando se publica. En cambio, utilizar la contrapropanda contra un mensaje de propaganda anticuado que trata un asunto, también anticuado, en el que la sociedad no mantiene interés es probablemente menos efectivo.

## Métodos de la contrapropaganda
La contrapropaganda tiene como objetivo refutar o defenderse de la propaganda y por lo tanto, muchos de los métodos efectivos a la hora de distribuir propaganda lo son también con la contrapropaganda. Sin embargo, esta emplea algunas técnicas especiales que resultan útiles para atacar la credibilidad y habilidad de la propaganda para influenciar a su audiencia.

### Investigación y análisis
La contrapropaganda efectiva comienza con la colección y el análisis completo de la propaganda a la que responder. La metáfora que explica esta función es sencilla: para rebatir un mensaje propagandístico es absolutamente esencial comprender el mensaje en sí, su destinatario y sus objetivos. El éxito en la contrapropaganda requiere un “exhaustivo esfuerzo de monitorización y recolección de la propaganda” que identifique y catalogue ejemplos de toda clase de propaganda adversaria. Este método inicial de contrapropaganda se beneficia de expertos en diversas disciplinas para añadir operaciones psicológicas de inteligencia, ciencias sociales, antropólogos culturales, etc., capaces de analizar propaganda.
Los análisis expertos pueden diseccionar adecuadamente la propaganda para dar respuesta a las preguntas necesarias para crear una iniciativa de contrapropaganda efectiva:
- ¿A quién va dirigida?
- ¿Qué efectos desean los propagandistas?
- ¿Qué resultados han obtenido?
- ¿Qué otras audiencias han oído o visto este mensaje?
- ¿Qué indican estos mensajes sobre las percepciones, capacidades, fallas e intenciones de un adversario?
- ¿Cuáles son las imprecisiones, inconsistencias, o engaños en los mensajes, intencionados o no, que podemos explotar?
- ¿Qué contraargumentación podemos emplear? ¿Cómo y contra quién?

### Revelar el verdadero origen de la propaganda
Oliver Carlson explica en su libro Handbook of Propaganda: For the Alert Citizen que «la mejor propaganda es la que no lo parece». Existen tres clases de propaganda que varía dependiendo de su aportación. La propaganda blanca revela su origen y tendía a clasificarse como abierta. La propaganda de portada incluye propaganda gris de la cual no se sabe demasiado sobre la fuente, y la propaganda negra, que presume de un origen falso. En los dos últimos tipos de propaganda, el origen del mensaje se oculta de algún modo. A menudo la credibilidad de un mensaje depende del enmascaramiento de su origen verdadero, con el objetivo de asegurarse de que la audiencia lo acepta como información clara. Otras veces, los propagandistas crearan una imagen de “confianza y creíble” para la audiencia que incremente la probabilidad de que se crean el mensaje e influencie sus acciones y perspectivas. Cuando la contrapropaganda revela el verdadero origen de la propaganda, los destinatarios pierden la fe en el mensaje rápidamente al pillar al propagandista mintiendo.
Durante los meses previos a la Olimpiada de 1984 que tendría lugar en Los Ángeles, la Unión Soviética envió sus panfletos específicamente a los comités olímpicos africanos y asiáticos. El departamento de estado de los EE. UU. realizó una declaración pública en la que acusaba a la KGB de producir los panfletos, y notificó a cada uno de los comités olímpicos sobre el fraude de los panfletos. Como resultado, ningún comité se negó a participar en los Juegos, y se descubrió el origen de la propaganda: los soviéticos.

### Exponer errores de razonamiento
Los propagandistas explotan sesgos cognitivos y otros elementos importantes para la toma de decisiones para moldear sus mensajes y que estos influencien al destinatario. En este sentido son capaces de introducir un mensaje propagandístico en la lógica del destinatario para hacer más verosímil el mensaje. Específicamente, los propagandistas usan errores argumentativos deliberadamente para apelar a las emociones de la audiencia. Cuando una campaña contrapropagandística expone los errores de juicio del destinatario y los resuelve, el mensaje de la propaganda pierde fuerza.
Este método de contrapropaganda funciona de manera parecida, ya que revela el verdadero origen de un mensaje de contrapropaganda, que expone al presentador como un mentiroso, cosa que reduce su credibilidad. Además, cuando el público al que va dirigido se dé cuenta de las falacias lógicas en su razonamiento, no tardará en rechazar cualquier mensaje basado en este pensamiento. Una perspectiva contraria sugiere que la propaganda está basada a partir de reacciones emocionales y no a partir de razonamientos cognitivos. Carlson razona que la propaganda se desarrolla lo máximo posible para centrarse en las emociones de la gente contra su función racional. Este argumento sugiere que la propaganda está mínimamente basada a partir del razonamiento y la lógica, y el hecho de que exponga un conjunto de errores lógicos es inefectivo a la hora de refutar mensajes de propaganda.
Jacques Ellul presenta otro fundamento de la propaganda, que sugiere que exponer un razonamiento erróneo de un grupo no es un método apropiado para combatir la propaganda. Él sostiene que debido a que los acontecimientos transcurren a gran velocidad se quedan anticuados y dejan de ser interesantes, lo cual disminuye la paciencia de la humanidad a la hora de prestar atención y adquirir conciencia para poder examinar los sucesos actuales con más detenimiento. El individuo solo está interesado en lo superficial de determinados acontecimientos; razón por la cual la propaganda es efectiva. Es por lo tanto difícil dirigir la atención de la audiencia hacia las minucias necesarias para destacar las lagunas en el razonamiento, que hacen efectivo un mensaje propagandístico. Además, Ellul sostiene que este mensaje de contrapropaganda es fundamental para enseñar a un grupo a defenderse de la propaganda, ya que expone una vulnerabilidad de la audiencia ante la propaganda basada a partir de nuestras propias debilidades mentales.

### Divulgación de la propaganda expuesta
La propaganda efectiva está hecha a medida para un segmento en particular del público, y cuando se comparte con otro grupo el mensaje se considera claramente un mensaje influyente. Algunos públicos son más sofisticados y las técnicas que funcionan en países menos desarrollados no son efectivas en el resto de países. Cuando una campaña de contrapropaganda comparte propaganda destinada a una audiencia específica con otro público, se descubren las verdaderas intenciones de los propagandistas. El hecho de compartir los mensajes de propaganda entre la audiencia también permite a otro público revelar mensajes de propaganda centrados en ellos. En los años 1980, durante la Guerra Fría, los Estados Unidos difundieron ejemplos de la desinformación soviética relacionando el Tercer Mundo con los países europeos. Entonces, los europeos lograron darse cuenta de que la propaganda soviética se centraba en ellos. La difusión de la propaganda dañó la reputación de la Unión Soviética en Europa durante un tiempo en el que se necesitaba la aprobación de Occidente. De este modo, combatir la propaganda al demostrar que está basada en mentiras o que intenta manipular, reduce su efectividad de cara al público objetivo.